# Ortskurve (Systemtheorie)

Ortskurve als Linie in der komplexen Zahlenebene

Unter einer Ortskurve versteht man in der Systemtheorie die graphische Darstellung einer von einem reellen Parameter abhängigen komplexen Systemgröße.
Mathematisch ist die Ortskurve folgendermaßen definiert:
Die von einem parameterabhängigen komplexen Zeiger {\displaystyle {\underline {z}}={\underline {z}}(t)} in der  komplexen Zahlenebene beschriebene Bahn heißt Ortskurve.
{\displaystyle {\underline {z}}=\mathrm {R} \mathrm {e} ({\underline {z}})+\mathrm {j} \mathrm {I} \mathrm {m} ({\underline {z}})=x(t)+\mathrm {j} y(t)}
mit der imaginären Einheit {\displaystyle \mathrm {j} }. Der Parameter {\displaystyle t} ist dabei Element eines halboffenen, offenen oder geschlossenen  Intervalls der reellen Zahlen. Im dargestellten Beispiel gilt: {\displaystyle a\leq t\leq b}.
Ortskurven finden in verschiedenen technischen Disziplinen, insbesondere der Regelungstechnik, Nachrichtentechnik, Hochfrequenztechnik, Energietechnik und Akustik (oder anderen Anwendungen der Schwingungslehre) Anwendung. Sie dienen dazu, die Eigenschaften oder das Verhalten eines technischen Systems wie beispielsweise einer Regelung oder einer elektrischen Schaltung mit graphischen Mitteln darzustellen.
Typische Beispiele für komplexe System-Größen, die durch Ortskurven dargestellt werden, sind
- der Frequenzgang des Übertragungsfaktors (d. h. des Verhältnisses der komplexen Eingangs- und Ausgangsgrößen) von  linearen zeitinvarianten Systemen in Abhängigkeit von der Frequenz,
- komplexe Wechselstrom-Größen (Strom, Spannung) sowie Impedanzen (komplexe Widerstände) und Admittanzen (komplexe Leitwerte) von Zweipolen.

Parameter ist häufig, aber nicht zwingend, die Frequenz. Typische Parameter in der Theorie der Leitungen sind beispielsweise die Leitungslänge oder das Anpassverhältnis. Ebenso wird die Impedanz eines Widerstands, einer Spule oder eines Kondensators bei konstanter Frequenz als Funktion störender (parasitärer) Bauelementgrößen (zum Beispiel hat eine reale Spule nicht nur die gewollte Induktivität, sondern auch einen kleinen ohmschen Widerstand und eine kleine Kapazität) angegeben.

## Gleichungen für die darzustellende komplexe System-Größe
In Systemen, die aus endlich vielen konzentrierten Bauelementen bestehen, kann die System-Größe als gebrochen rationale Funktion in der folgenden Form dargestellt werden:
{\displaystyle {\underline {O}}(t)={\frac {{\underline {A}}+{\underline {B}}t+{\underline {C}}t^{2}+{\underline {D}}t^{3}+\dotsb }{{\underline {a}}+{\underline {b}}t+{\underline {c}}t^{2}+{\underline {d}}t^{3}+\dotsb }}}.
Hierbei ist {\displaystyle t} ein reeller Parameter, und {\displaystyle {\underline {A}},\dotsc ,{\underline {D}},\dotsc } und {\displaystyle {\underline {a}},\dotsc ,{\underline {d}},\dotsc } sind komplexe Größen. Der Unterstrich zeigt an, dass sie komplex sind.
Wird als Parameter die Frequenz betrachtet, ist es üblich, als unabhängige Variable die Kreisfrequenz {\displaystyle \omega =2\pi f} zu wählen. In diesem Fall stellt folgende Gleichung die System-Größe dar:
{\displaystyle H(\mathrm {j} \omega )={\frac {Y(\mathrm {j} \omega )}{X(\mathrm {j} \omega )}}={\frac {b_{0}+b_{1}(\mathrm {j} \omega )+\dotsb +b_{m}(\mathrm {j} \omega )^{m}}{a_{0}+a_{1}(\mathrm {j} \omega )+\dotsb +a_{n}(\mathrm {j} \omega )^{n}}}}.
Weil {\displaystyle \omega } immer zusammen mit der imaginären Einheit {\displaystyle \mathrm {j} } auftritt, hat es sich insbesondere in der Regelungstechnik eingebürgert, als Parameter das Produkt {\displaystyle \mathrm {j} \omega } anzugeben. Die mitgeschriebene Einheit {\displaystyle \mathrm {j} } macht deutlich, dass es sich um komplexe Größen handelt. Der Unterstrich kann entfallen.

## Beispiele

### Nachrichtentechnik

Schaltbild eines RC-Tiefpasses

Ortskurve für den Frequenzgang eines RC-Tiefpasses. Sie stellt den komplexen Spannungsübertragungsfaktor dar (komplexer Quotient V der sinusförmigen Ausgangs- zur Eingangsspannung)

Ortskurven beschreiben das Übertragungsverhalten von Schaltungen, die lineare phasendrehende Bauteile (Kondensatoren, Spulen) enthalten und als imaginäre Blindwiderstände behandelt werden. Typische Anwendungen sind Schwingkreise oder Filter, die elektrische Signale idealerweise nur bei bestimmten Frequenzen oder Frequenzbereichen passieren lassen und sonst sperren; siehe beispielsweise Tiefpass, Hochpass.
Der Frequenzgang eines Tiefpasses (siehe Abbildung) ist mit den Formelzeichen {\displaystyle {\underline {V}}} für den Quotienten aus komplexen Ausgangs- {\displaystyle {\underline {u}}_{a}(\mathrm {j} \omega )} und komplexen Eingangssignal {\displaystyle {\underline {u}}_{e}(\mathrm {j} \omega )} und {\displaystyle \omega } für die Kreisfrequenz folgender Ausdruck:
{\displaystyle {\underline {V}}(\mathrm {j} \omega )={\frac {{\underline {u}}_{a}(\mathrm {j} \omega )}{{\underline {u}}_{e}(\mathrm {j} \omega )}}}.
Bei einem Tiefpass als RC-Glied lautet die Gleichung für den komplexen Spannungsübertragungsfaktor:
{\displaystyle {\underline {V}}(\mathrm {j} \omega )={\frac {{\underline {u}}_{a}(\mathrm {j} \omega )}{{\underline {u}}_{e}(\mathrm {j} \omega )}}={\frac {1}{1+CR\mathrm {j} \omega }}}.
Das Zähler-Polynom ist reduziert auf {\displaystyle 1}.
Die Ortskurve des Übertragungsfaktors erfüllt die  Kreisgleichung eines Kreises mit dem Radius R = 0,5 um den Punkt M = 0,5+ 0 · j, denn es gilt:
{\displaystyle \left|{\underline {V}}-{\frac {1}{2}}\right|=\left|{\frac {1}{1+j\omega CR}}-{\frac {1}{2}}\right|=\left|{\frac {1-j\omega CR}{2\cdot (1+j\omega CR)}}\right|={\frac {1}{2}}}
Das in der Regelungstechnik vorkommende PT1-Glied kann als eine Kombination aus einem RC-Tiefpass mit der Zeitkonstante {\displaystyle T=R\cdot C} und einem frequenzunabhängigen Verstärker mit dem Verstärkungsfaktor {\displaystyle K} aufgefasst werden.
{\displaystyle H(\mathrm {j} \omega )={\frac {K}{1+T\mathrm {j} \omega }}}

### Regelungstechnik

Ortskurve des Frequenzgangs eines PT_{2}-Glied (K = 1; d < 1)

Die in der Regelungstechnik verwendete Ortskurve des Frequenzgangs wird auch Nyquist-Diagramm genannt. Harry Nyquist hat mit Hilfe dieser Ortskurve ein Stabilitätskriterium für Regelungen formuliert.
Die Ortskurve des Frequenzgangs wird sowohl für einzelne Bauteile als auch für Bauteilgruppen bis zur kompletten Kette des aufgeschnittenen Regelkreises gezeichnet und verwendet. Abgebildet ist die Kurve für ein PT2-Glied (Verstärker mit Verzögerung 2. Ordnung).
Der Frequenzgang dieses Glieds ist mit dem Verstärkungsfaktor {\displaystyle K} dem Dämpfungsmaß {\displaystyle d} und der Zeitkonstante {\displaystyle T} folgender Ausdruck:
{\displaystyle H(\mathrm {j} \omega )={\frac {Y(\mathrm {j} \omega )}{X(\mathrm {j} \omega )}}={\frac {K}{1+2dT\mathrm {j} \omega -T^{2}\omega ^{2}}}}

### Elektrische Energietechnik

Ortskurve der Impedanz Z (Reihenschaltung aus Induktivität jωL und variablem ohmschen Widerstand R(p))

In der Energietechnik ist die Frequenz des Stroms konstant, weshalb mit Ortskurven Übertragungsverhältnisse dargestellt und untersucht werden, die mit einem anderen Parameter als der Frequenz variieren. Als variable Größen im System kommen die Werte von ohmschen Widerständen, Spulen und Kondensatoren in Frage. Am häufigsten wird die komplexe Impedanz (Quotient aus komplexer Spannung {\displaystyle u} und komplexem Strom {\displaystyle i}) oder der komplexe Leitwert (Quotient aus komplexem Strom und komplexer Spannung) dargestellt.
Die komplexe Gleichung für die Impedanz ist mit dem Parameter {\displaystyle p} (in R = p · R0) und dem Zeichen {\displaystyle {\underline {Z}}} für die Impedanz (siehe Abbildung) folgender Ausdruck:
{\displaystyle {\underline {Z}}(p)=L\mathrm {j} \omega +R_{0}p}
Das Nenner-Polynom ist reduziert auf {\displaystyle 1}.

## Das Erstellen von Ortskurven
Die mit Ortskurven darstellbaren Beziehungen lassen sich durch Messung von Betrag und Phase ermitteln, und die Kurven lassen sich punktweise mit den Messwertpaaren in der komplexe Ebene zeichnen. Die erste und die dritte der Abbildungen zeigen, dass Ortskurven oftmals eine einfache geometrische Form haben und aus wenigen Messwertpaaren gefolgert werden können.
Dieser Tatbestand macht es auch möglich, solche einfachen Ortskurven (Geraden, Kreise, Parabeln) rein theoretisch anzugeben, was insbesondere bei qualitativen Betrachtungen genügen kann. Ihre Inversionen haben ebenfalls einfache geometrische Formen.

## Inversion von Ortskurven
Die Inversion von Ortskurven besitzt beispielsweise Bedeutung bei der Kehrwertbildung zur Berechnung des Leitwertes {\displaystyle {\underline {Y}}} aus der Impedanz {\displaystyle {\underline {Z}}}
{\displaystyle {\underline {Y}}={\frac {1}{\underline {Z}}}}
Sie ist ein Spezialfall der Möbiustransformation und kann in einfachen Fällen mithilfe folgender Grundregeln und der Inversion einzelner Punkte grafisch durchgeführt werden.
| ursprüngliche Ortskurve         | invertierte Ortskurve           |
| ------------------------------- | ------------------------------- |
| Gerade durch den Ursprung       | Gerade durch den Ursprung       |
| Gerade nicht durch den Ursprung | Kreis durch den Ursprung        |
| Kreis durch den Ursprung        | Gerade nicht durch den Ursprung |
| Kreis nicht durch den Ursprung  | Kreis nicht durch den Ursprung  |